# Zattere, pupe, porcelloni e gommoni
Zattere, pupe, porcelloni e gommoni (Up the Creek) è un film statunitense del 1984 diretto da Robert Butler.

## Trama
Bob McGraw, Max, Gonzer e Irwin, studenti della Lepetomane University (conosciuta in modo derisorio da alcuni come "Lobotomy U"), si offrono volontari per competere in una gara di zattera collegiale. Vengono "reclutati" da Dean Burch che usa i record del passato a scacchi di McGraw come mezzo di ricatto per convincerli a competere. Offre loro lauree in major a loro scelta come incentivo aggiuntivo. "Hai l'onore di essere i quattro peggiori studenti dell'intero paese", dice Birch, "Non sei IN fondo alla lista, SEI in fondo alla lista!" I loro avversari includono la Ivy University, studenti di preparazione che, con l'aiuto di un alunno di Ivy di nome Dr. Roland Tozer, hanno in programma di imbrogliare la loro strada verso il Winner's Circle. I loro avversari includono anche il Washington Military Institute, che viene presto squalificato per i loro tentativi di sabotare le zattere delle altre scuole. Il capitano Braverman, il capo dei militari, cerca vendetta su McGraw per aver ostacolato i loro tentativi di sabotare le altre zattere. È entrata anche una squadra di attraenti studentesse, una delle quali finisce in una situazione romantica con McGraw.

## Distribuzione
Il film è uscito negli Usa il 6 aprile 1984. Il film venne distribuito per il mercato home video in Italia in formato VHS nel 1987 e fu distribuito da Skorpion Home Video. Le versioni DVD e Blu-ray sono ancora inedite in Italia